# 玉皇阁 (顺义区)
玉皇阁，俗称无梁阁，是位于北京市顺义区大孙各庄镇顾家庄村东、椒园山南麓的一座明朝建筑。

## 简介
《三河县志》载，“二十里长山风景秀丽，庙宇众多，为县内风景名胜之地，有无梁古阁，年代久远。”无梁阁始建于明朝，从外观为三层，内部则为两层。因该阁内部并无任何梁柱，从而得名“无梁阁”。2001年，无梁阁被列入北京市文物保护单位。
2007年，经过顾家庄村村民举报，《检察日报》刊登了《炸山采石没完没了  无梁阁：何时无忧》的报道，介绍了无梁阁因受附近采石场炸山采石的影响而受到严重损坏的情况。到2009年，无梁阁仍未获得任何维修。